# نهنگ خاکستری
نهنگ خاکستری (Eschrichtius robustus) نوعی نهنگ است که طول آن به ۱۶ متر و وزن آن به ۳۶ تن می‌رسد و بین ۵۰–۶۰ سال عمر می‌کند. نسل آنها ۳۰ میلیون سال پیش به وجود آمده و به علت خشونت زیاد در شکار به آنها ماهی شیطانی نیز گفته می‌شود.
این نهنگ‌ها در سه منطقه جهان جای داشتند. نوع آمریکایی که در شمال اقیانوس آرام و نزدیکی آمریکا زندگی می‌کند. نوع دوم یا آسیایی در نزدیکی ژاپن و نوع سوم در شمال اقیانوس اطلس سکونت داشتند که نوع سوم در قرن ۱۸ منقرض شده‌است. نهنگ‌های خاکستری بیشترین مسافت مهاجرت در میان پستانداران زمین را می‌پیمایند و در طی سال طولی برابر با ۲۱٬۰۰۰ کیلومتر را طی می‌کنند.